# Рябов, Григорий Захарович
Григорий Захарович Рябов (21 сентября 1894, Быково, Подольский уезд, Московская губерния, Российская империя — 21 августа 1967, Москва, СССР) — советский акушер, военный врач, гинеколог и историк медицины, заслуженный врач РСФСР.

## Биография
Родился 21 сентября 1894 года в Быково в семье крестьянина. После окончания земской школы поступил в реальное училище. В 1913 году поступил на медицинский факультет МГУ, одновременно с этим работал репетитором, который он окончил в 1917 году. Практически одновременно он был мобилизован в армию и отправился на Западный фронт Первой мировой войны в качестве военного врача артиллерийской бригады. После демобилизации был призван в Красную армию и был вновь направлен на Западный фронт, где прослужил в военных госпиталях вплоть до 1921 года. За последние годы военного врачевания стал врачом-универсалом и приобрёл широкий опыт в области военно-полевой хирургии, а также получил навыки организации санитарной службы. После окончательной демобилизации работал в Москве и вплоть до 1950 года работал военным врачом в воинских частях, военно-учебных заведениях, а также военных поликлиниках и госпиталях. Он стал организатором военной медицины, также являлся полковником медицинской службы. В начале 1940-х годов он получил заражение крови и в связи с этим проведённая неудачная операция фактически парализовала ему одну из рук, вследствие чего он был не допущен к участию ВОВ в качестве военного врача. В этот момент он устроился на работу в Центральный военный госпиталь, где занимал должность заместителя начальника и проработал вплоть до 1950 года, после чего ушёл на пенсию по состоянию здоровья. Был награждён 4 орденами. С 1950 по 1967 год посвятил себя истории медицины, а также вёл большую общественную работу в БМЭ, Медгизе и обществе Знание.
Скончался 21 августа 1967 года в Москве. Похоронен на 2-м участке Новодевичья кладбища (ряд № 39, место № 10), спустя 35 лет туда же будет похоронена его супруга.